# 鼎湖铁线莲
鼎湖铁线莲（学名：Clematis tinghuensis）为毛茛科铁线莲属下的一个种。

## 扩展阅读
維基物種上的相關：鼎湖铁线莲